# Joshua John
Joshua John (ur. 1 października 1988 w Alkmaarze) – holenderski piłkarz występujący na pozycji napastnika. Zawodnik klubu Bursaspor. 

## Kariera klubowa
John jako junior grał w zespołach SV Koedijk, AFC Ajax, RKC Waalwijk oraz Sparta Rotterdam. W 2007 roku został włączony do pierwszej drużyny Sparty, grającej w Eredivisie. W lidze tej zadebiutował 29 września 2007 roku w przegranym 0:1 pojedynku z FC Groningen. 30 marca 2008 roku w zremisowanym 2:2 meczu z Willem II Tilburg strzelił pierwszego gola w Eredivisie. W 2010 roku spadł z zespołem do Eerste divisie. Tam w barwach Sparty grał przez półtora roku.
Na początku 2012 roku John przeszedł do pierwszoligowego FC Twente. Pierwszy ligowy mecz zaliczył tam 21 stycznia 2012 roku przeciwko KRC Waalwijk (5:0). W połowie 2012 roku został wypożyczony do duńskiego zespołu FC Nordsjælland. W 2016 przeszedł do Bursasporu.

## Kariera reprezentacyjna
John jest byłym reprezentantem Holandii U-21.